# Moonlight Madness
Moonlight Madness è un videogioco d'avventura dinamica sviluppato e distribuito nel 1986 da Bubble Bus Software per l'home computer ZX Spectrum. Venne ideato da John F. Cain, all'epoca noto per aver realizzato, due anni prima, Booty, uno dei primi videogiochi prodotti dalla Firebird Software.
Protagonista è un boy scout, il cui compito appare quello di far rinvenire uno scienziato pazzo vittima di un collasso; l'unica cura esistente è rappresentata da alcune pillole che però si trovano all'interno di una cassaforte. Con quest'ultima nascosta all'interno dell'enorme abitazione dell'uomo, l'obiettivo del giocatore è dunque quello di trovare la combinazione per aprirla. Durante l'esplorazione, dovrà fare attenzione sia alle numerose trappole disseminate per le stanze sia ai domestici, che tenteranno di catturarlo.
Alla sua uscita, Moonlight Madness fu stroncato dalla critica specializzata, la quale giudicò eccessivamente elevato il prezzo d'acquisto di 7,95 £ rispetto alla pessima qualità della grafica, del gameplay e degli effetti sonori. Non mancarono tuttavia alcune recensioni dai toni prevalentemente positivi.

## Trama

La stanza del labirinto: in basso è possibile notare le otto porte e il boy scout (sull'estrema destra), mentre in alto due grandi occhi emergono dall'oscurità. Sul lato inferiore del riquadro blu, da sinistra a destra, sono indicate le vite, le chiavi raccolte e i numeri della combinazione (in questo caso ancora tutti da trovare)

Un boy scout si reca presso una villa in cerca di lavoro durante la settimana scout per la comunità. Alla porta viene accolto da un vecchio con un paio di occhiali dalla montatura in corno. L'uomo, il proprietario dell'abitazione, è uno scienziato pazzo, che chiede al ragazzo come sia riuscito a eludere le guardie e le trappole esplosive collocate nel suo giardino. Improvvisamente però ha una crisi, crolla a terra e prega il giovane di andare a prendergli le pillole in grado di curarlo, specificando che esse sono rinchiuse in una cassaforte. Per aprirla occorre tuttavia digitare una combinazione e procedere al recupero di sedici chiavi, disseminate per le varie stanze dell'abitazione. Il boy scout ha il compito di cercarle prestando attenzione ai pericoli e alla servitù, la quale persegue lo scopo di proteggere le folli invenzioni del professore, attaccando chiunque si sia introdotto in casa.

## Modalità di gioco
Moonlight Madness è un'avventura dinamica in cui il giocatore deve esplorare quarantatré stanze della villa e trovare le sedici chiavi e la combinazione della cassaforte. Ogni schema è costellato di insidie, come fossati e piattaforme sospese, e trappole varie (ad esempio cannoni, rocce che cadono dal soffitto e gigantesche mani che escono dal terreno), nonché presidiato da nemici (tra i quali cavalieri, cameriere, maggiordomi e cuochi armati di mannaia). Il personaggio perde una vita se cade in una voragine, in una trappola o in una piattaforma posta molto al di sotto di lui oppure se viene toccato da un avversario; qualora vengano esaurite le tre vite a disposizione, il gioco ritorna alla schermata iniziale, con la possibilità di avviare una nuova partita.
Per passare da una stanza all'altra il giocatore deve attraversare dei portoni, che può aprire pigiando il cosiddetto "tasto di fuoco" del joystick. Negli ambienti sono presenti dei pulsanti che hanno svariate funzioni: possono infatti azionare o bloccare ascensori, far comparire delle piattaforme, richiamare membri della servitù o svelare uno dei numeri della combinazione della cassaforte. Una delle aree della magione è un labirinto costituito da un corridoio di otto porte, sopra le quali sono sospesi due grandi occhi.

## Colonna sonora
Come colonna sonora è presente un unico brano musicale riprodotto in loop per tutta la durata della partita, ma può essere disattivato premendo il tasto M. La partita può essere salvata tramite il pulsante S e caricata con L.

## Sviluppo e pubblicazione
Moonlight Madness venne ideato da John F. Cain, un autore di videogiochi ai tempi noto per aver realizzato Booty (1984) della Firebird Software e altri titoli per Rabbit Software, come Potty Painter (1983). Inizialmente distribuito nel 1986 dalla Bubble Bus nel Regno Unito (il 1º novembre, al prezzo di 7,95 £) e in Spagna (per 875 ₧), fu poi ri-pubblicato nei due Paesi e negli Stati Uniti d'America rispettivamente dalla Blue Ribbon Software (sussidiaria della CDS Microsystems) quello stesso anno e da Zafi Chip e Z Cobra (filiali della Zafiro Software Division) nel 1987. Fu anche in un CD regalo accoppiato al numero di febbraio 1991 di Your Sinclair, assieme a Marsport, Ninja Hamster e Wizard's Lair.

## Accoglienza
| Testata                  | Giudizio |
| ------------------------ | -------- |
| Popular Computing Weekly | 1/5      |
| CRASH                    | 56%      |
| Computer and Video Games | 23/40    |
| Computer Gamer           | 11/20    |
| ZX Computing             | Spietato |
| Your Sinclair            | 6/10     |

I giudizi della critica britannica su Moonlight Madness si rivelarono decisamente negativi. La maggior parte dei recensori lo paragonò in maniera sfavorevole al precedente gioco di Cain Booty, come un giornalista del periodico Crash, il quale aggiunse di essere rimasto deluso, perché Bubble Bus Software aveva sempre curato «grandi giochi arcade/d'avventura». Your Sinclair scrisse: «Forse Bubble Bus ha avuto un "tocco di Moonlight Madness" quando ha scelto [il titolo] per la sua nuova pubblicazione». ZX Computing concluse: «Al ritmo dell'inno dei boy scout, preparatevi prima di acquistarlo».
In particolare, quasi tutti i recensori concordarono sul fatto che il prezzo d'acquisto avrebbe dovuto essere maggiormente contenuto. Paul Boughton di Computer and Video Games ritenne che il prodotto avrebbe forse avuto un'accoglienza più positiva se fosse stato venduto come «gioco economico», così come un altro critico di ZX Computing, che affermò: «Come Booty, Moonlight Madness andrebbe bene ad un prezzo più conveniente». Un recensore di Your Sinclair, nell'incipit della sua valutazione, scrisse: «Hmmm, non mi piace molto il titolo Moonlight Madness, che ne dite di "Daylight Robbery". Accattivante, non è vero?»; anche Computer Gamer puntualizzò che: «Se fosse stato distribuito a buon mercato, Moonlight Madness avrebbe avuto un buon rapporto qualità-prezzo. Così com'è, risulta decisamente troppo caro».

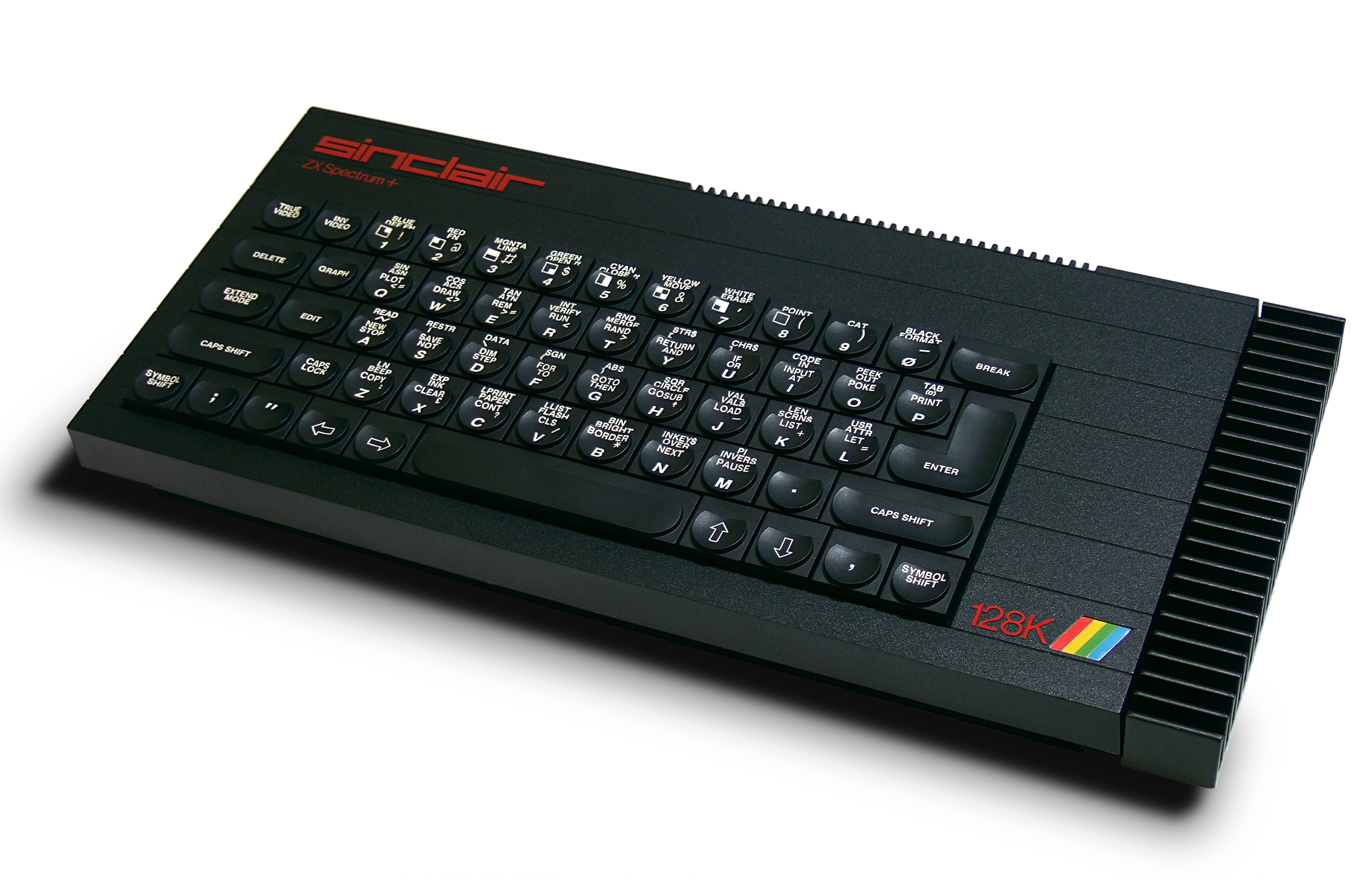
Uno ZX Spectrum 128k

Come accennato, le caratteristiche tecniche del videogioco vennero accolte in modo negativo. Due membri della redazione di ZX Computing avevano scambiato le otto porte della stanza con gli occhi per un bug del gioco. Inoltre, poiché Moonlight Madness non aveva funzionalità di reset, dovettero ricaricare la partita dalla cassetta per poter continuare. La scarsa fluidità dei movimenti e il fatto che i personaggi si bloccavano a intervalli di tempo abbastanza frequenti rappresentarono due ulteriori punti di debolezza. Un giornalista di Crash affermò che il movimento del boy scout verso sinistra era molto rapido «come se ci fosse una forza di dieci burrasche che soffiasse a sinistra», ma «quando si sposta a destra, tutti i personaggi in movimento sullo schermo rallentano in modo repentino». In più, egli si rese conto che se il giocatore o i nemici si posizionavano di fronte ad un oggetto, questo scompariva.
Ulteriori problematiche vennero riscontrate nella reimpostazione dei comandi: si potevano di fatto modificare i pulsanti direzionali, ma non erano inclusi quelli di pausa (P) e di disattivazione/attivazione della musica. Di conseguenza poteva capitare di assegnare ai tasti una duplice funzione, così da mettere costantemente in pausa la partita o eliminare/aggiungere la colonna sonora ogniqualvolta si voleva spostare il personaggio a destra o a sinistra. La musica ricevette invece qualche apprezzamento, con Popular Computing Weekly che la ritenne «l'unica cosa vagamente interessante di questo gioco terribilmente noioso». Tuttavia aggiunse che: «All'inizio ti attira, anche se è un po' monotona, poi comincia a urtare i nervi. Dopo un po' acquisisce tutto il piacere di una tortura della goccia cinese». Tre recensori di Crash furono più positivi nei propri giudizi, sostenendo rispettivamente che «il suono è abbastanza ben fatto», «la schermata del titolo ha una bella melodia» e «il punto di forza del gioco è il comparto sonoro».
La grafica venne reputata «abbastanza rudimentale», «poco accattivante» e «nulla di troppo entusiasmante, composta da personaggi dai colori vivaci ma sfarfallanti». Un critico di Crash la reputò infatti ben curata, trovando però frustrante l'effetto di sovrapposizione che si andava a creare quando il giocatore passava di fronte ad uno qualsiasi degli elementi posti a schermo, dagli oggetti ai nemici.